# Palais du Tōgū

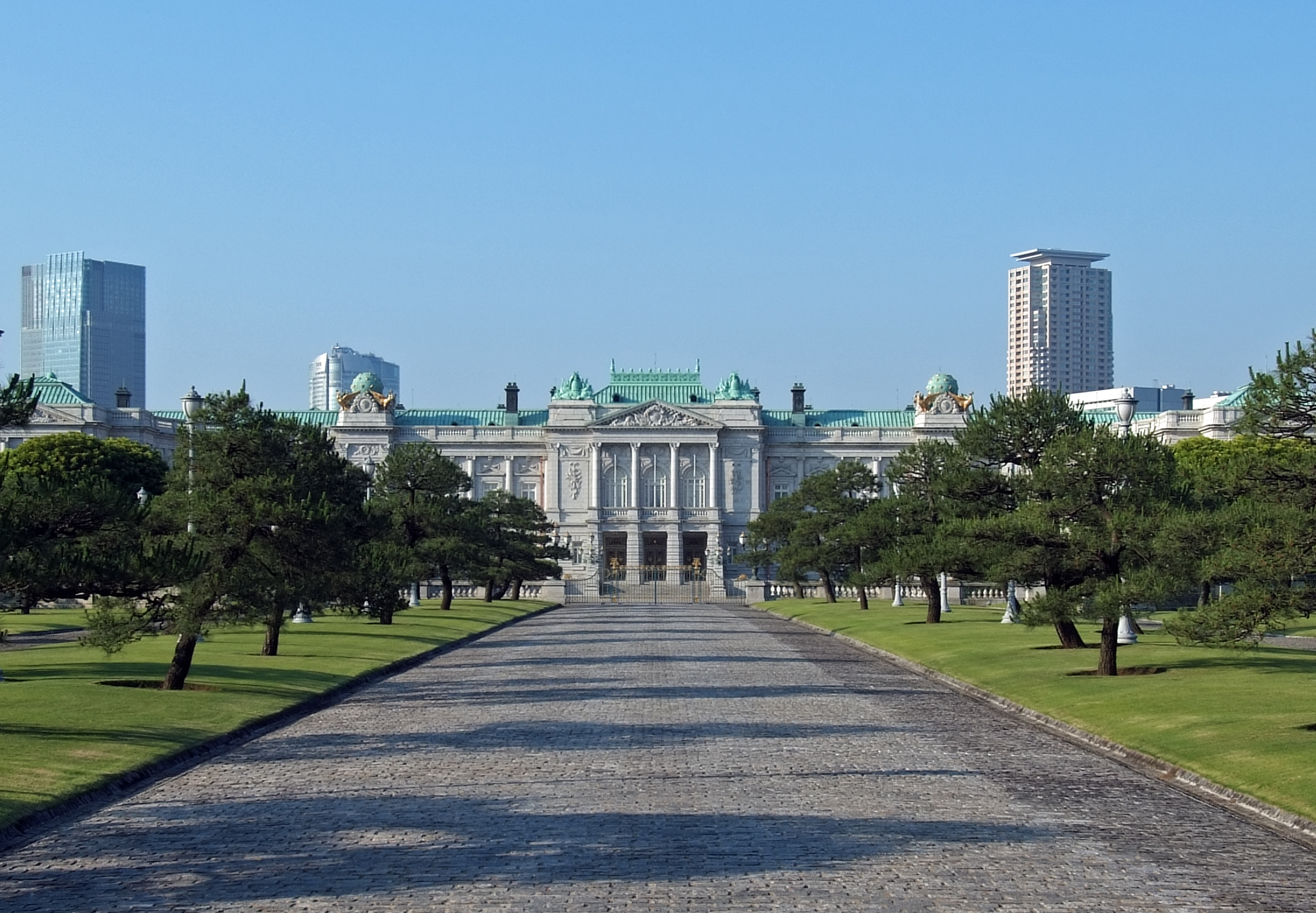
Palais voisin d'Akasaka, Minato-ku, Tokyo, conçu par Tokuma Katayama en 1909.

Le palais du Tōgū (東宮御所, Tōgū-gosho, palais du prince héritier) ne désigne pas un lieu précis, mais la résidence du prince héritier impérial. À ce jour (janvier 2024), le prince Akishino, premier successeur dans l'ordre de succession au trône, est  un héritier mâle de l'empereur Naruhito, le prince héritier réside au palais du Tōgū.

## Palais d'Akasaka
Le palais où réside Naruhito, Masako Owada et leur fille, la princesse Aiko de Toshi, auparavant palais du Tōgū, est devenu palais d'Akasasa (赤坂御所, Akasaka Gosho) ou résidence d'Akasaka à l'accession au trône de Naruhito. À ce jour (juillet 2020), ce palais demeure la résidence officielle de Naruhito, jusqu'à son déménagement prévu dans le palais de Palais du Fukiage (吹上御所, Fukiage Gosho) situé dans le palais impérial,.  
Ce palais ne doit pas être confondu avec le palais d'Akasaka (赤坂宮殿, Akasaka Kyūden) voisin.  
Le palais de 72 pièces a été construit en 1960 et rénové/réaménagé à plusieurs reprises.  